# Azerbejdżan na Letnich Igrzyskach Paraolimpijskich 1996
Azerbejdżan na Letnich Igrzyskach Paraolimpijskich 1996 w Atlancie reprezentowało dwóch mężczyzn w dwóch dyscyplinach.
Azerscy sportowcy nie zdobyli żadnego medalu.

## Wyniki

### Lekkotletyka
- Aleksandr Antofii – maraton T42/46 (4. miejsce)

### Podnoszenie ciężarów
- Gioundouz Ismailov – do 67,5 kg (7. miejsce)